# Boney Fields
Boney Fields est un trompettiste et chanteur américain.

## Biographie
Boney Fields nait en 1958 dans le West side à Chicago. Il grandit avec ses huit frères et sœurs au sein d'une famille de musiciens : son père est guitariste de gospel et sa mère chante à l'Eglise.

### Enfance
En voyant à la télévision des artistes de jazz comme Louis Armstrong et des artistes de funk comme James Brown, il lui prend l'envie de devenir musicien. D'abord attiré par la batterie, son professeur de musique lui apprend la trompette car l'orchestre de son école manque de cet instrument. Il est alors âgé de 12 ans.

## Discographie
- Hard Work : 1999
- Red Wolf : 2003
- We play the Blues : 2006
- Live at Jazz à Vienne : 2009
- Changing For The Future : 2013
- Bump City : 2018
- Just Give Me Some Mo' : 2023